# John Gulager
John Gulager (New York, 19 dicembre 1957) è un attore, regista e direttore della fotografia statunitense.

## Filmografia parziale

### Attore
- Palmer's Pick-Up, regia di Christopher Coppola (1999)
- Un uomo qualunque (He Was a Quiet Man), regia di Frank Cappello (2007)
- Pulse 2: Afterlife, regia di Joel Soisson (2008)
- Hellraiser: Judgment, regia di Gary J. Tunnicliffe (2018)

### Regista
- Feast (2005)
- Feast II: Sloppy Seconds (2008)
- Feast III: The Happy Finish (2009)
- Piranha 3DD (2012)
- Zombie Night - film TV (2013)
- Children of the Corn: Runaway (2018)

### Direttore della fotografia
- Pornstar Pets (2005)
- Vic (2005) - cortometraggio
- La Lucha: The Struggle (2005)
- Feast II: Sloppy Seconds (2008) - non accreditato
- Feast III: The Happy Finish (2009) - non accreditato
- The Ventures: Stars on Guitars (2020)
- Incident at Guilt Ridge (2020)
- Untie Me (2020)

## Vita privata
È figlio del regista e attore Clu Gulager e dell'attrice Miriam Byrd-Nethery.
Dal 1986 è sposato con l'attrice Diane Ayala Goldner.